# 渡辺春妃
渡辺 春妃（わたなべ はるひ、1月17日 - ）は舞台を中心に芸能活動をしている。

## 芸歴

### 舞台
- A☆ct stage Vol.4 舞台[ASU]　なお役
- A☆ct stage Vol.5 舞台[サムライカウボーイ]　奥寺まみ役

### モデル
- キッズ時計

### 撮影会
- A☆ct 撮影会in浅草